# Perdiu de mar oriental
La perdiu de mar oriental (Glareola maldivarum) és una espècie d'ocell de la família dels glareòlids (Glareolidae) que en estiu habita aiguamolls, praderies i vores de rius de Mongòlia, Manxúria i zona limítrofa de Sibèria, est de la Xina, Taiwan, Hainan, Filipines, Indoxina, illes Andaman i alguns indrets de l'Índia. En hivern habiten més cap al sud, per Indonèsia, arribant fins a Austràlia i Salomó.